# Kévin Mouanga
 (décembre 2023).
Si vous disposez d'ouvrages ou d'articles de référence ou si vous connaissez des sites web de qualité traitant du thème abordé ici, merci de compléter l'article en donnant les références utiles à sa vérifiabilité et en les liant à la section « Notes et références ».
Kévin Mouanga, né le 24 juillet 2000 à Bondy, est un footballeur français, qui joue au poste de défenseur central au FC Lausanne-Sport.

## Biographie
Kévin Mouanga débute le football à l'AS Bondy puis joue durant un an au FC Montfermeil. il rejoint ensuite le centre de formation de l'Angers SCO en U16.
Il dispute son premier match en professionnel le 31 octobre 2018 en Coupe de la Ligue contre l'En avant Guingamp. Malgré la défaite aux tirs au but après un match sans but, la performance de Mouanga est remarquée. En 2020, il signe un contrat professionnel avec le SCO.
En 2021, il rejoint le FC Annecy, avec qui il obtient un promotion en Ligue 2 l'année suivante.
Durant l'été 2024, il tente sa chance à l'étranger en rejoignant le Lausanne-Sport, pensionnaire de la Super League, en Suisse.